# Дін Ачесон
Дін Гудерхем Ачесон (англ. Dean Gooderham Acheson; 11 квітня 1893, Мідлтаун, Коннектикут — 12 жовтня 1971, Сенді-Спрінг, Меріленд) — американський політик, державний секретар США в адміністрації президента Трумена.

## Біографія
Народився в Міддлтауні, штат Коннектикут. Його батько Едвард Ачесон, священик англіканської церкви народився в Англії, потім переїхав до Канади, а пізніше в США, де зайняв пост єпископа Єпископальної церкви в Коннектикуті.
Ачесон навчався в школі Гротон, а потім в Єльському університеті (1912—1915), де вступив в суспільство Сувій і Ключ. Потім він навчався на юридичному факультеті Гарвардського університету (1915—1918).
У 1919—1921 роках працював секретарем судді Верховного суду США Луїса Брандейса. Належачи до демократичної партії Ачесон 12 років працював у нью-йоркській юридичній фірмі Covington & Burling, де працював з міжнародними юридичними питаннями (з 1934 року співвласник фірми).
У 1933 році Рузвельт призначив Ачесона заступником міністра фінансів. У листопаді 1933 року, будучи в опозиції до проведеної урядом Рузвельта політики інфляції долара, Ачесон повернувся до юридичної практики. У цей час він був «міністром закордонних справ та юстиції нафтового короля Сполучених Штатів» — Джона Д. Рокфеллер-молодшого.
У 1940 році Рузвельт призначив Ачесона на посаду в державному департаменті, де він визначав економічну політику. В лютому 1941 року помічник державного секретаря. Ачесон спланував американсько-англо-голландське нафтове ембарго проти Японії, що позбавила Японію 95 % поставок нафти і змусило її розпочати війну. Потім Ачесон займався поставками по ленд-лізу. Був делегатом від держдепартаменту США на Бреттон-Вудської конференції, що поклала початок таким організаціям, як Міжнародний банк реконструкції та розвитку та Міжнародний валютний фонд.
У 1945 році новий президент Гаррі Трумен призначив Ачесона заступником держсекретаря; він залишався на цій посаді при трьох держсекретарів — Стеттиніус, Бірнса і Маршаллі. Ачесон зіграв важливу роль у складанні плану економічної допомоги Європі, згодом став відомим як План Маршалла.
У 1949 році Ачесон був призначений державним секретарем. Він був одним з творців НАТО. Після перемоги комуністів у громадянській війні в Китаї Ачесон став мішенню організованої критики. Сенатор Джозеф Маккарті і його прихильники стверджували, що очолюваний Ачесон держдепартамент сповнений комуністів і шпигунів.
У 1952 році Ачесон покинув державну службу і повернувся до юридичної практики, але продовжував залишатися впливовою фігурою у Вашингтоні. Згодом він був неофіційним радником Кеннеді і Джонсона. Під час кубинської кризи президент Кеннеді відправив Ачесона у Францію до Де Голля, щоб повідомити йому про підготовку до блокади Куби і домогтися підтримки з його боку. Ачесон примирився з Річардом Ніксоном, що критикували його в роки маккартизму, і також був його неофіційним радником, коли Ніксон став президентом. У 1964 році Ачесон був нагороджений Президентською медаллю Свободи.

## Економічна дипломатія
Довічний демократ, Ачесон працював у юридичній фірмі у Вашингтоні Covington & Burling, часто мав справу з міжнародно-правовими питаннями, Франклін Делано Рузвельт призначив його заступником міністра фінансів Сполучених Штатів в 1933 році. Коли держсекретар Вільям Вудінг захворів, Ачесона призначили виконуючим обов'язки секретаря. Через свою незгоду з планом Рузвельта який передбачав підвищення ставки долара, контроль ціни на золото, він був змушений піти у відставку в листопаді 1933 року і відновив свою адвокатську практику. У 1939—1940 він очолював комітет з вивчення роботи адміністративного бюро федерального уряду.

## Друга світова війна
Повернувшись як помічник державного секретаря у 1941 році Ачесон реалізував велику частину економічної політики Сполучених Штатів. Ачесон реалізовував політику ленд-лізу, яка допомогла зберегти американсько / британсько / голландське нафтове ембарго, яке забрало 95 відсотків японських поставок нафти і ескалацію кризи з Японією в 1941 році. У 1944 році Ачесон взяв участь у Бреттон-Вудській конференції як голова делегації від Державного департаменту. На цій конференції було розроблено післявоєнну міжнародну економічну структуру. Конференція була засновницею Міжнародного валютного фонду, Світового банку та Генеральної угоди з тарифів і торгівлі, остання з яких буде розвиватися в рамках Світової організації торгівлі.

## Біла Книга Оборони
Влітку 1949 року державний департамент, очолюваний Ачесоном, підготував дослідження останніх китайсько-американських відносин. Документ офіційно називається «Сполучені Штати Відносини з Китаєм» з особливим посиланням на період 1944—1949, який пізніше став називатись просто «Китайська Біла книга», в якій намагалися звільнитися від будь-якого невірного тлумачення китайської та американської дипломатії у відношенні один одного. Опубліковані під час піку правління Мао Цзедуна, 1054 сторінковому документі стверджується, що американська інтервенція в Китаї була приречена на провал. Хоча Ачесон і Трумен сподівалися, що дослідження розвіє чутки і припущення, з'явилася стаття яка допомогла переконати багатьох критиків, що адміністрації дійсно не змогли зупинити поширення комунізму в Китаї.

## Повернення до особистого життя
Він пішов у відставку як держсекретар 20 січня 1953, і служив у Єльській Опікунській раді разом з сенатором Робертом А. Тафтом, одним з його різких критиків. Він був обраний членом Американської академії мистецтв і наук у 1955 році. У 1964 році він отримав президентську медаль Свободи. У 1970 році він отримав Пулітцерівську премію з історії за свої мемуари під час його перебування на посаді в державному департаменті: «Мої роки в Державному департаменті». Видавнича організація «Сучасна бібліотека» присудила 47 місце в 100 науково-популярних книг 20-го століття. У 1971 році Дін Ачесон помер від обширного інсульту на своїй фермі в Санді-Спрінг, штат Меріленд, у віці 78 років. Він пережив сина, Девід С. Ачесон, і дочку, Мері Ачесон Банді, дружину Вільям П. Банді.